# Шугар Юлія Ігорівна
Юлія Ігорівна Шугар (нар. 26 травня 1993, Хмельницький) — українська актриса театру і кіно.

## Походження та навчання
Юлія Шугар народилася 1993 року у Хмельницькому. У рідному місті у 2010 році закінчила навчально-виховний комплекс № 9.
Потім навчалась у Київській муніципальній академії естрадного та циркового мистецтва імені Л. Й. Утьосова, яку закінчила у 2014 році.
Нині навчається на факультеті театрального мистецтва Київського національного університету театру, кіно і телебачення імені Івана Карпенко Карого.

## Творчість
З 2016 року Юлія Шугар служить актрисою у трупі Київського академічного театру юного глядача на Липках.

### Ролі в театрі
- «Щасливий горбун».
- «Скрудж (Різдвяна пісня у прозі)»[1].

### Ролі в кіно
- 2021 - Громада (телесеріал) — Аліса
- 2019 — У неділю зранку зілля копала — Настя
- 2019 — Будинок який — Світлана
- 2019 - Громада (телесеріал) — Аліса
- 2018 — У минулого в боргу! — епізод
- 2018 — Троє в лабіринті — Люда в молодості
- 2018 — Стоматолог — Світлана
- 2018 — Сьомий гість — Олена, клієнтка
- 2018 — По щучому велінню — Світлана, подруга Каті
- 2018 — Ангеліна — Тася Мєшкова
- 2017 — Той, хто не спить — Олена
- 2016 — Зведені сестри — Аліна, донька Сергія (головна роль)
- 2016 — Експрес-відрядження — Аліна
- 2015 — Слідчі — Анна Островська
- 2015 — Відділ 44 — Маша (у 4-й серії «Фотографія»)